# Waldkopf östlich der Ruine Hohenwittlingen
Der Waldkopf östlich der Ruine Hohenwittlingen ist ein vom Landratsamt Münsingen am 31. Mai 1955 durch Verordnung ausgewiesenes Landschaftsschutzgebiet auf dem Gebiet der Stadt Bad Urach.

## Lage
Das nur 1,2 Hektar große Landschaftsschutzgebiet liegt etwa einen Kilometer westlich des Uracher Ortsteils Wittlingen auf einem Bergvorsprung zwischen Ermstal und dem Tal des Wittlinger Bachs. Es gehört zum Naturraum Mittlere Kuppenalb.

## Landschaftscharakter
Der Waldkopf östlich der Ruine Hohenwittlingen ist mit einem für den Albtrauf typischen Laubmischwald bedeckt. Darunter befinden sich einzelne Felspartien. Westlich des Gebiets befindet sich auf einem Felsvorsprung die Ruine Hohenwittlingen.

## Zusammenhängende Schutzgebiete
Das Landschaftsschutzgebiet liegt größtenteils im  FFH-Gebiet Uracher Talspinne und im Vogelschutzgebiet Mittlere Schwäbische Alb und gehört zur Pflegezone des Biosphärengebiets Schwäbische Alb. Etwa 100 m südlich des Gebiets befindet sich das Landschaftsschutzgebiet Brunnhalde südlich Hof Hohenwittlingen.